# Brand-new
En marketing, productos o servicios que son brand-new son creados y promovidos bajo una nueva marca. Esta es una estrategia de marca en conjunto con estrategia de extensión de marca, de extensión de línea y de multi-marca. La estrategia brand-new está enfocada en crear e introducir nuevos productos de manera efectiva. Involucra realizar una investigación de mercado para descubrir las necesidades de los consumidores que proveen una oportunidad de mercado, generando ideas de como aprovechar esa necesidad, y comercializar un producto mediante la comunicación de como dicho producto cubre esa necesidad.
Las empresas pueden llegar a introducir nuevos productos que sustituyan a los productos existentes para mejorar la comercialización, en lugar de hacer pequeñas mejoras en productos ya existentes.